# Хепберн (Ајова)
Хепберн (енгл. Hepburn) град је у америчкој савезној држави Ајова. По попису становништва из 2010. у њему је живело 23 становника.

## Демографија
Према попису становништва из 2010. у граду је живело 23 становника, што је -16 (-41.0%) становника више него 2000. године.
| Група             | 2000.      | 2010.       |
| Белци             | 36 (92,3%) | 23 (100.0%) |
| Афроамериканци    | 0 (0,0%)   | 0 (0,0%)    |
| Азијати           | 0 (0,0%)   | 0 (0,0%)    |
| Хиспаноамериканци | 3 (7,7%)   | 0 (0,0%)    |
| Укупно            | 39         | 23          |